# ロバート・スコット (俳優)
ロバート・スコット（Robert Scott、1969年 - ）は、アメリカ合衆国カリフォルニア州出身のタレント、俳優、スポーツトレーナー。元追手門学院大学教授、元追手門学院大手前中学校・高等学校保健体育科特別教師。別名義はロバート・スコット・フィールド。
大阪弁を話し、テレビや映画出演のほか、作詞、作曲、作家,講演活動も行う。

## 経歴
プロ野球選手として来日し、南海ホークスに入団。しかし、球団の身売りにより1年で退団した。
退団後は、ラーメン屋でアルバイトをしながら日本語を勉強した。その頃にタレントの原田伸郎と知り合い、原田に英語を教えるようになる。その後、原田の紹介でラジオ番組『ぱんげあクラブ』に通訳を兼ねたパーソナリティとして出演。同番組で共演した大森一樹が監督を務めた『ゴジラvsキングギドラ』にアンドロイドM11役で出演した。
ゴジラに出演した経験から、アメリカで『G-FEST』などの日本の特撮を取り上げたイベントを主催している。

## 出演作品

### 映画
- 満月 MR.MOONLIGHT（1991年）
- ゴジラvsキングギドラ（1991年）- M11[3][1]
- RED SHADOW 赤影（2001年）[1]
- プライド（2009年）[1]
- 大仏廻国 The Great Buddha Arrival（2018年）[4]
- 深海獣雷牙対溶岩獣王牙（2019年）
- ロード・オブ・モンスターズ（2019年）
- HOSHI35/ホシクズ(2023年）
- Kaijyu:Island Fire（2024年5月公開）

### テレビ番組
- R-1ぐらんぷり
- 紳助の人間マンダラ
- スーパーモーニング
- SMAP×SMAP
- ダウンタウンのごっつええ感じ
- メトロポリタンジャーニー
- よしもと新喜劇

### ビデオ
- ウルトラマンネオス（2000年） - ショーン・アンクル

### テレビドラマ
- 非婚家族（2001年）

### CM
- アサヒ飲料
  - WONDA
  - 三ツ矢サイダー
- KONAMIゲームソフト - ボイスオーバー[2]
- SEGAゲームソフト - ボイスオーバー[2]
- 宝塚ファミリーランド
- ホンダクリオ店
- NOVA - ボイスオーバー[2]
- マンダム - ボイスオーバー[2]
- 和歌山柿

### ラジオ
- ライスポップス
- パンゲアクラブ

### その他
- 京都競馬場 - ボイスオーバー[2]
- 高級マンション紹介ビデオ - ボイスオーバー[2]
- SANYO商品紹介国内・国際分 - ボイスオーバー[2]

## 著書
- いきなり大きな夢